# A través de tu mirada
A través de tu mirada és una pel·lícula espanyola de 2024 de drama romàntic dirigida per Marçal Forés i escrita per Eduard Solà, basada en els personatges de la novel·la A través de mi ventana creados creats per Ariana Godoy. És una seqüela d'A través de mi ventana (2022) i A través del mar (2023), i el tercer i darrer lliurament de la trilogia través de mi ventana. És protagonitzada per Clara Galle i Julio Peña. Es va estrenar a Netflix el 23 de febrer de 2024.

## Trama
Ja fa cert temps que la Raquel (Clara Galle) i l'Ares (Julio Peña) van deixar de ser parella. Ara ell torna a casa per Nadal i el retrobament entre tots dos no es fa esperar. Podrien saludar-se cordialment i prou, però tornar-se a veure desperta en tots dos una cosa difícil de contenir: la tensió entre el déu grec i la bruixa segueix intacta i no trigarà a fer saltar les festes de Nadal pels aires.

## Repartiment
- Clara Galle com a Raquel Mendoza
- Julio Peña Fernández com a Ares Hidalgo
- Eric Masip com a Artemis Hidalgo
- Hugo Arbués com a Apolo Hidalgo
- Natalia Azahara com a Daniela Fernández
- Emilia Lazo com a Claudia
- Andrea Chaparro com a Vera
- Iván Lapadula com a Gregory
- Carla Tous com a Anna

## Producció
El 15 de febrer de 2022, després de l'èxit d'A través de mi ventana, Netflix va anunciar que havia encarregat dues seqüeles de la pel·lícula, les quals es desviarien de les seqüeles de la novel·la, A través de ti i A través de la lluvia, que eren protagonitzades respectivament per Apolo i Artemis Hidalgo (germans de l'Ares, protagonista de la primera pel·lícula), per al seu lloc continuar la història original dels personatges de la Raquel i l'Ares. El juny de 2023, dies abans de l'estrena d'A través del mar, Netflix va revelar durant el seu esdeveniment de TUDUM de 2023 que la tercera entrega es titularia A través de tu mirada. Aquest mateix mes, el 26 de juny, només tres dies després de l'estrena d'A través del mar, els actors protagonistes de la saga, Clara Galle i Julio Peña, van revelar que la tercera entrega ja estava rodada, ja que va ser gravada a conjunt amb el segon lliurament de la trilogia entre abril i juliol de 2022.

## Llançament i màrqueting
Juntament amb la revelació del seu títol, Netflix va anunciar durant el seu esdeveniment de TUDUM del 2023 que A través de tu mirada arribaria en algun punt del 2024. El desembre de 2023, la plataforma va treure les primeres imatges de la pel·lícula i va concretar la data d'estrena de la cinta per al 23 de febrer de 2024.